# Mereth Aderthad
Mereth Aderthad (Hostina obnovené jednoty) je velkolepou hostinou odehrávající se v knize Silmarillion, ve fiktivním světě J.R.R. Tolkiena.
Hostina se konala v roce 20 Prvního věku Slunce v severním Beleriandu na zelených loukách nedaleko Ivrinských tůní, kde pramenila řeka Narog. Byla uspořádána noldorským králem Fingolfinem, který pozval mnoho ostatních významných elfských pánů. Přišli mnozí náčelníci z Finarfinova a Fingolfinova domu, mezi kterými nechyběl Finrod Felagund a Fingolfin s jeho syny Fingonem a Turgonem. Jako zástupci Fëanorových synů přijeli z východu Maedhros a Maglor. Dorazili také zástupci Zelených elfů z Ossiriandu a elfové z Falasu vedení svým pánem Círdanem. Z Doriathu přinesli pozdravy svého krále Thingola poslové Mablung a Daeron.
Zúčastnění při vzájemné domluvě používali jazyk Šedých elfů - sindarštinu, protože Šedí elfové jen těžko zvládali jazyk Valinoru. Na hostině elfové domlouvali budoucí vojenské operace proti společnému nepříteli Temnému pánovi Morgothovi, který ukradnul Fëanorovi klenoty Silmarily. Byla ujednána nová spojenectví a utuženo přátelství mezi elfskými rody.